# Journal of Organometallic Chemistry
Journal of Organometallic Chemistry (abrégé en J. Organomet. Chem.) est une revue scientifique à comité de lecture. Ce journal bimensuel présente des articles originaux concernant la chimie organométallique.
D'après le Journal Citation Reports, le facteur d'impact de ce journal était de 2,173 en 2014. La direction éditoriale est assurée par R. D. Adams, G. Bertrand, W. A. Herrmann, I. Manners et K. Tatsumi.

## Histoire
Les journaux suivants ont été absorbés par le Journal of Organometallic Chemistry :
- Organometallic Chemistry Reviews, 1966-1967  (ISSN 0474-6384)
- Organometallic Chemistry Reviews. Section A, Subject Reviews, 1966-1972  (ISSN 0030-5111)
- Organometallic Chemistry Reviews. Section B, Annual Surveys, 1965-1974  (ISSN 0030-512X)